# Discurso de Haile Selassie ante la Sociedad de Naciones (1936)

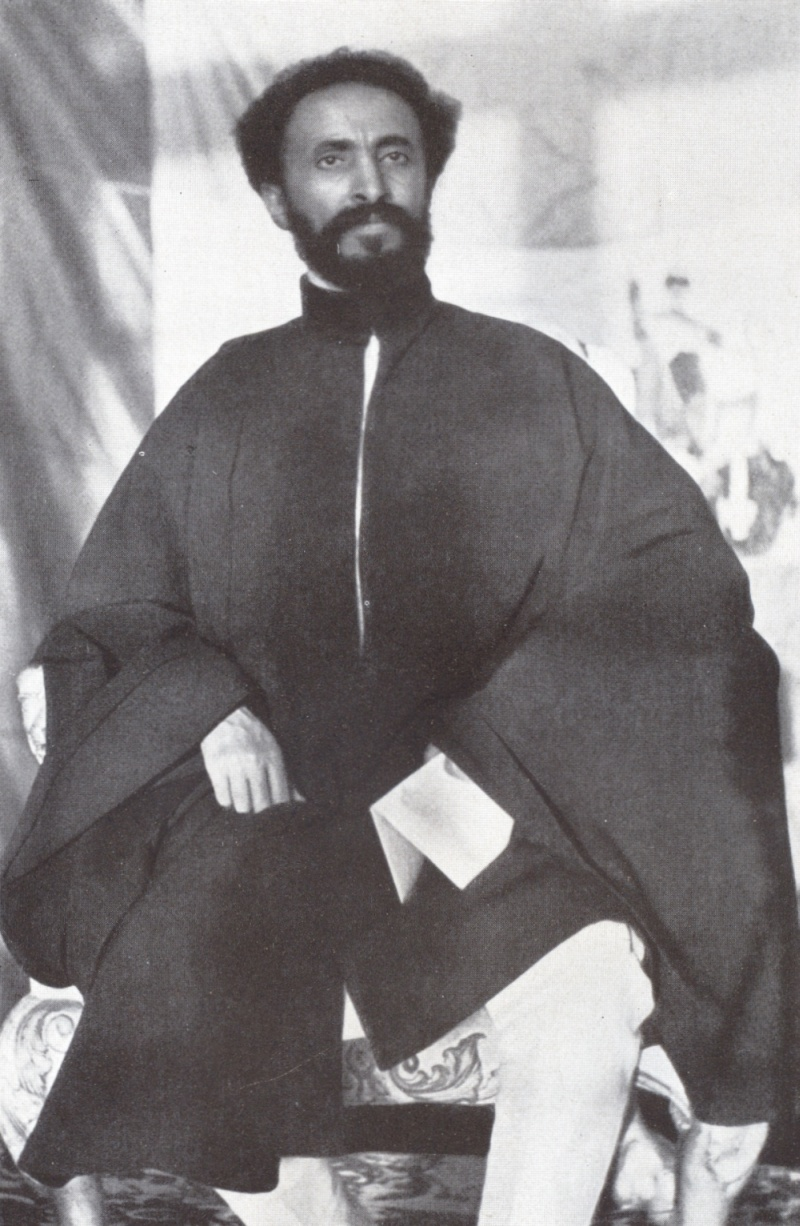
Haile Selassie, emperador de Etiopía

El 12 de mayo de 1936, el emperador Haile Selassie de Etiopía pronunció un discurso condenando la agresión militar italiana contra Etiopía, que lo había obligado a exiliarse. El discurso tuvo lugar en la Asamblea de la Sociedad de Naciones en Ginebra. El discurso también denunció el uso de armas químicas por parte del ejército italiano contra la población etíope.
Haile Selassie intervino siendo el jefe de uno de los estados miembros de la organización internacional desde el 28 de septiembre de 1923. El 18 de noviembre de 1935, por atacar a otro estado miembro, la Sociedad de Naciones ya había condenado a la Italia fascista imponiéndole sanciones económicas, que fueron aprobadas por 50 estados, con sólo el voto en contra de Italia y las abstenciones de Austria, Hungría y Albania. Las sanciones consistieron en la prohibición de exportar productos italianos al extranjero y prohibieron a Italia importar materias primas, armas y recibir créditos.
El discurso, de acuerdo a los críticos posteriores, tuvo un gran impacto. Para Paul Henze, la elocuencia de Haile Selassie que «le valió el aplauso de la sala y la simpatía del mundo entero».

## Prerrequisitos
El 3 de octubre de 1935, sin una declaración formal de guerra, el general Emilio De Bono había ordenado a las tropas italianas estacionadas en Eritrea que cruzaran la frontera etíope llegando rápidamente y ocupando Adwa, Axum y Adigrat. El ataque italiano a Etiopía violó el artículo 16 del Pacto de la Liga de Naciones, firmado por ambos Estados:
 

Si cualquier Miembro de la Liga recurre a la guerra en desacato de sus pactos en virtud de los Artículos 12, 13 o 15, se considerará ipso facto que ha cometido un acto de guerra contra todos los demás Miembros de la Liga, que por la presente se comprometen a someterlo inmediatamente a la ruptura de todas las relaciones comerciales o financieras, la prohibición de toda relación entre sus nacionales y los nacionales del Estado que incumple el pacto, y la prevención de toda relación financiera, comercial o personal entre los nacionales del Estado que incumple el pacto y el nacionales de cualquier otro Estado, sea miembro de la Liga o no.
El Pacto de la Liga de las Naciones, artículo 16

El 6 de octubre de 1935, el Consejo de la Sociedad de Naciones condenó oficialmente el ataque italiano; la condena fue formalizada cuatro días después por la Asamblea, que creó un comité de dieciocho miembros para estudiar las medidas a tomar contra Italia. El 3 de noviembre se aprobaron las sanciones discutidas en el comité, decidiendo que entrarían en vigor el día 18.
El 14 de noviembre, Mussolini reemplazó a De Bono por el mariscal Pietro Badoglio. Tras una pausa de tres meses, el mariscal, con una guerra de maniobras convergente apoyada por la artillería y la aviación, retomó la iniciativa, logrando la victoria de Amba Aradam (11-15 de febrero de 1936) y aniquilando el grueso del ejército etíope (80 000 hombres). Amba Alagi fue ocupada el 28 de febrero y la guardaespaldas del negus fue derrotada en el lago Ashenge el 31 de marzo.
La defensa de Addis Abeba y del sur del país se presentaba entonces como muy crítica, en parte porque la mayor parte del ejército había sido duramente golpeada, sobre todo por la aviación y la artillería italianas, con el uso de gases (gas mostaza y fosgeno) contra los cuales los etíopes sólo podían oponer unos cientos de viejas máscaras de gas, que no siempre eran funcionales. Se decidió no defender la capital y dejar que el emperador huyera del país en parte por miedo a ver la ciudad completamente destruida por la aviación.

## Contenido del discurso
Poco antes de completarse la conquista italiana, Haile Selassie optó por el exilio voluntario de su país y se dirigió a Bath, Gran Bretaña, después de permanecer unos días en Jerusalén. Luego se trasladó a Ginebra, para pronunciar su discurso, en ausencia de la delegación del gobierno italiano, retirada expresamente para la ocasión.

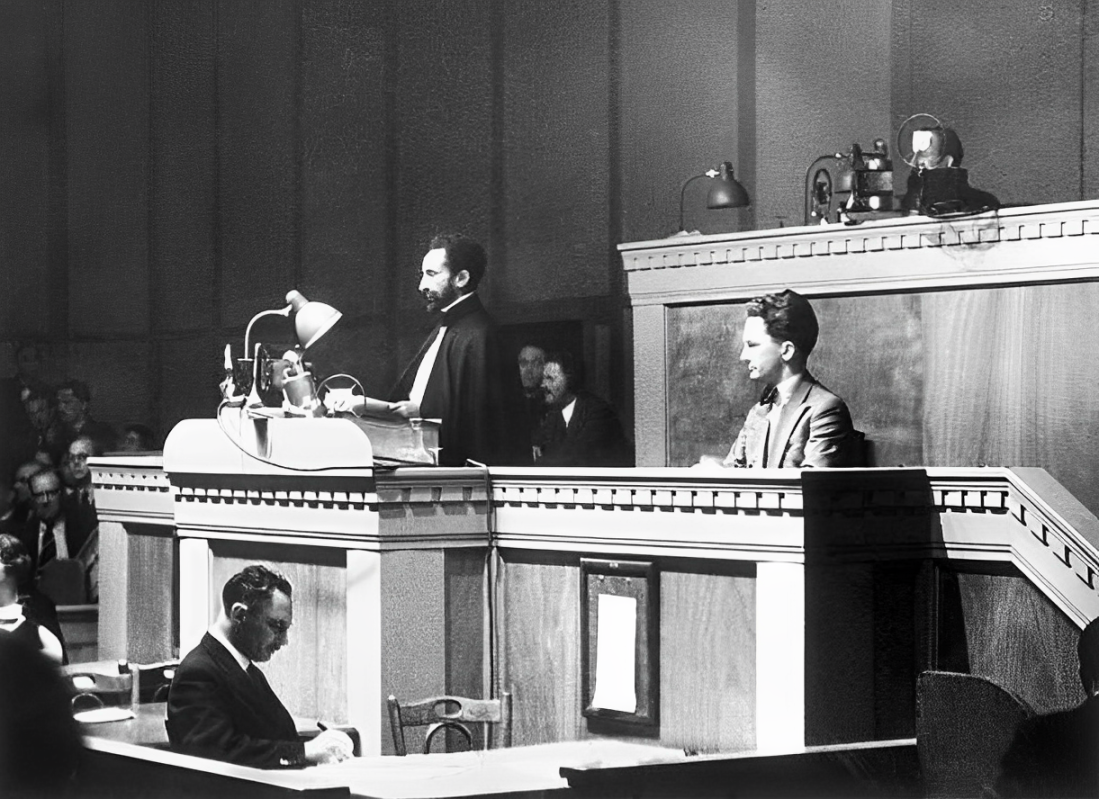
En la Liga de Naciones apelando la invasión de Italia en 1936

El 12 de mayo de 1936, la Liga de Naciones permitió a Selassie dirigirse a la asamblea. En respuesta, Italia retiró su delegación de la Liga. Selassie fue presentado como «Su Majestad Imperial, el Emperador de Etiopía» (Sa Majesté Imperiale, l'Empereur d'Éthiopie), entre burlas y silbidos de los periodistas italianos. El delegado rumano Nicolae Titulescu gritó: «¡A la puerta con los salvajes!», y los periodistas fueron expulsados de la sala. Selassie respondió con un discurso.
Aunque hablaba francés con fluidez, Selassie decidió pronunciar su discurso en su lengua materna, el amhárico. Afirmó que Italia estaba empleando armas químicas contra objetivos militares y civiles por igual. Señaló que los mismos estados europeos que fallaron a favor de Etiopía en la Liga de Naciones le negaban crédito y suministros mientras ayudaban a Italia. Señalando que su propio «pequeño pueblo de 12 millones de habitantes, sin armas, sin recursos» nunca podría resistir un ataque de una gran potencia como Italia, con sus 42 millones de personas y «cantidades ilimitadas de las armas más mortíferas», sostuvo que la agresión amenazaba a todos los estados pequeños, que en realidad se veían reducidos a estados vasallos en ausencia de una acción colectiva. Amonestó a la Liga que «Dios y la historia recordarán su juicio».
Éstos fueron los puntos principales del discurso del emperador etíope:
 

Es mi deber informar a los gobiernos reunidos en Ginebra, siendo responsable como ellos de las vidas de millones de hombres, mujeres y niños, del peligro mortal que los amenaza, para lo cual describiré la suerte que ha corrido Etiopía. Italia no sólo ha luchado contra guerreros, sino que sobre todo ha atacado a poblaciones muy alejadas de las hostilidades, para aterrorizarlas y exterminarlas.

[…] 

Difusores especiales fueron instalados en los aviones de modo que pudieran vaporizar sobre vastas áreas de terreno una fina y mortífera lluvia. Grupos de nueve, quince, dieciocho aviones se sucedían de modo que la niebla que generaban formara una superficie continua. Así, desde fines de enero de 1936, soldados, mujeres, niños, ganado, ríos, lagos y pastizales fueron empapados continuamente con esta lluvia venenosa, para matar sistemáticamente todas las criaturas vivientes. Para asegurarse de que las aguas y los pastos quedaban envenenados, el mando italiano hizo que sus aviones los sobrevolaran una y otra vez. Éste fue su principal método de guerra.

[…] 

Aparte del reino del Señor, no hay en esta Tierra ninguna nación que sea superior a cualquier otra. Si sucede que un gobierno fuerte se encuentra con que puede destruir impunemente a un pueblo débil, entonces llega la hora para que ese pueblo débil se dirija a la Sociedad de Naciones para dar su parecer con toda libertad. Dios y la historia recordarán vuestro juicio.
Hela Selasie, Discurso frente a la Sociedad de las Naciones,

30 de junio de 1936

## Consecuencias
El 30 de junio de 1936, bajo presión de Argentina, se reunió una asamblea especial de la Sociedad de Naciones en la que Haile Selassie propuso no reconocer las conquistas italianas en Etiopía pero su propuesta fue rechazada por 23 votos en contra, 1 a favor y 25 abstenciones. El 4 de julio siguiente, en la misma asamblea, poco más de siete meses después de su promulgación, la Sociedad de Naciones levantó las sanciones, asestando un golpe mortal a la credibilidad de la propia Sociedad.

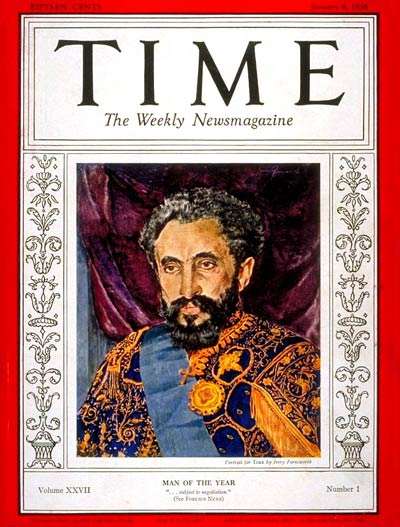
Revista Time, enero de 1936, Haile Selassie fue nombrado el "Hombre del año"

A principios de 1936, la revista Time nombró a Selassie "Hombre del año" de 1935, y su discurso de junio de 1936 lo convirtió en un icono para los antifascistas de todo el mundo. Sin embargo, no logró obtener el apoyo diplomático y material que necesitaba. La Liga sólo aceptó sanciones parciales contra Italia, y Selassie se quedó sin equipo militar que tanto necesitaba. Sólo seis naciones en 1937 no reconocieron la ocupación italiana: China, Nueva Zelanda, la Unión Soviética, la República de España, México y los Estados Unidos.
Sin embargo, la conquista italiana nunca fue reconocida formalmente por la organización internacional, ya que el escaño de Etiopía en la asamblea quedó atribuido a Haile Selassie. Se le negó, asimismo, cualquier forma de reparación, incluida la reparación moral, solicitada por Italia. Por este motivo, el 11 de diciembre de 1937, desde el balcón de la Plaza Venecia en Roma, Benito Mussolini anunció su salida de la Sociedad de Naciones.
Sin embargo, hubo que esperar hasta que Italia entró en la Segunda Guerra Mundial (el 10 de junio de 1940) para que una de las potencias mundiales, el Reino Unido, actuara para liberar a Etiopía. Las tropas italianas fueron rechazadas hacia el centro del país, con la ayuda de la resistencia etíope, hasta que se consiguió la rendición con el honor de las armas de Amadeo, duque de Aosta, en las alturas de Amba Alagi.
El 5 de mayo de 1941, Negus Haile Selassie entró en Addis Abeba en un Alfa Romeo descubierto, precedido por el coronel Orde Wingate en un caballo blanco. Negusa Nagast, recién llegado a Addis Abeba, instó a todos los etíopes a no vengarse de los italianos ni pagarles por las atrocidades que habían cometido durante cinco años.
El África Oriental Italiana finalmente dejó de existir bajo los golpes del ejército británico en noviembre de 1941, con la rendición del último bastión de Gondar.
La renuncia de Italia a todas sus colonias se formalizó con la firma del Tratado de París el 10 de febrero de 1947. Con Etiopía, también contraparte en la firma del tratado de paz, Italia puso fin a un estado de guerra ininterrumpido iniciado en 1935 y admitió, implícitamente, la ilegalidad de la anexión realizada en 1936, a nivel jurídico internacional. 

### La posteridad del discurso
Para Paul Henze, el impacto de este discurso se debió a la elocuencia de Haile Selassie que «le valió el aplauso de la sala y la simpatía del mundo entero». Para Gontran de Juniac, «su discurso causó sensación». A pesar de la «resonancia» de este llamado, parece no haber tenido un efecto directo. Pero es precisamente porque constituye una derrota, un acto realizado magníficamente por la belleza del gesto, sin esperanza de ser escuchado ni seguido de ningún efecto, que este discurso aún resuena en el siglo XXI, como vemos en la novela de Laurent Gaudé, Écoutez nos défaites (Actes Sud, 2016), donde la vida del Negus (entre otros episodios históricos) desempeña un papel importante.
Este discurso jugó un papel importante en la construcción de la imagen de Haile Selassie como figura emblemática del movimiento rastafari. Para los rastafaris, es considerado un dios y un rey, en parte porque se enfrentó con dignidad a la prensa mundial y a los representantes de los países más poderosos del mundo, cuando todavía era el único jefe de Estado negro en África.